# Sclerurus caudacutus
El tirahojas colinegro (Sclerurus caudacutus), también denominado raspahojas colinegro (en Colombia), raspahojas de cola aguda, raspa hoja rabiagudo (en Venezuela) o tira-hoja de cola negra (en Perú), es una especie de ave paseriforme de la familia Furnariidae perteneciente al género Sclerurus. Es nativo de América del Sur, en la cuenca del Amazonas y el escudo guayanés, con poblaciones aisladas en el litoral oriental de Brasil.

## Distribución y hábitat
Se distribuye por el sureste de Colombia, sur y este de Venezuela, Guyana, Surinam, Guayana francesa, gran parte de la Amazonia brasileña, este de Ecuador, este de Perú y norte de Bolivia, con poblaciones aisladas en el litoral oriental de Brasil.
Esta especie es considerada poco común en su hábitat natural, el suelo, o cerca de él, de selvas húmedas tropicales de regiones bajas, localmente hasta cerca de 1000 m de altitud.

## Descripción
El tirahojas colinegro mide entre 16 y 18 cm de longitud y pesa entre 34 y 42 g. El plumaje de todo su cuerpo es de color pardo uniforme, con la garganta blanca y la cola negra. Su pico es relativamente largo, recto y negruzco. Ambos sexos tienen un aspecto similar.

## Sistemática

### Descripción original
La especie S. caudacutus fue descrita por primera vez por el naturalista francés Louis Pierre Vieillot en 1816 bajo el nombre científico Thamnophilus caudacutus; la localidad tipo es «Guayana francesa».

### Etimología
El nombre genérico masculino «Sclerurus» deriva del griego «sklēros»: rígido, y «oura»: cola; significando «de cola rígida»; y el nombre de la especie «caudacutus», proviene del latín «cauda»: cola, y «acutus»: puntiagudo, significando «de cola puntiaguda».

### Taxonomía
La presente especie es hermana de Sclerurus guatemalensis, con base en las similitudes de plumaje y distribución parapátrica, lo que ha sido corroborado por análisis filogenéticas. La validad de la subespecie insignis, descrita a partir de una única localidad, parece cuestionable. La subespecie oscura caligineus puede haber sido negligenciada. La distribución geográfica de las subespecies, particularmente al norte del río Amazonas, no está bien explicada y las variaciones individuales de muchas de las características usadas para describirlas pueden conducir a una revisión substancial de los límites. La subespecie propuesta olivascens (del centro sur de Perú) aparentemente no es diagnosticable, y probablemente representa una variación clinal dentro de brunneus. Se hace necesaria una urgente revisión de las subespecies y sus límites.

### Subespecies
Según la clasificación del Congreso Ornitológico Internacional (IOC) y Aves del Mundo se reconocen seis subespecies, con su correspondiente distribución geográfica:
- Sclerurus caudacutus brunneus P.L. Sclater, 1857 – oeste de la Amazonia desde el sureste de Colombia (al sur desde el oeste de Meta y Vaupés) y sur de Venezuela hacia el sur por el este de Ecuador, este de Perú, oeste de Brasil (oeste de Amazonas, Acre, Rondônia) y norte de Bolivia (Pando, noroeste de La Paz).
- Sclerurus caudacutus caudacutus (Vieillot, 1816) – las Guayanas y norte de Brasil (Amapá).
- Sclerurus caudacutus insignis J.T. Zimmer, 1934 – noroeste de Pará y tal vez más extendida en el norte de Brasil al norte del río Amazonas.
- Sclerurus caudacutus pallidus J.T. Zimmer, 1934 – centro de Brasil al sur del Amazonas (hacia el este al menos desde el río Madeira hasta el oeste de Maranhão).
- Sclerurus caudacutus caligineus Pinto, 1954 – litoral noreste de Brasil (Alagoas).
- Sclerurus caudacutus umbretta (Lichtenstein, 1823) – litoral este de Brasil (de Bahia al sur hasta Espírito Santo).

La clasificación Clements Checklist/eBird, lista a la subespecie olivascens (que es incluida en brunneus por el IOC) y  no lista a caligineus.